# 华中科技大学图书馆
华中科技大学图书馆是服务于华中科技大学的学术图书馆。有主馆、东区分馆、医学分馆三个分支，总建筑面积64581平方米。
收藏理、工、文、管、医各类文献，工科、医科文献为主，收有较完备的特种文献、德文医学文摘、城建文献，20多个学科的文献被评为研究级。至2015年底，馆藏414.06万册纸质图书、494.2万册电子书刊，有500多个中外文数据库，包括“华中科技大学学位论文”、“机械制造及自动化”等独有的数据库。有30多个阅览室，6301个座位。建立了155M高速网络，配置了近300台计算机。
该馆是“高等学校科技项目咨询及成果查新中心工作站”、“国家发明奖国防专用项目查新单位”、“医药卫生科技项目查新咨询单位”。曾获评“图书馆全国先进单位”、“湖北省科技情报工作先进单位”。出版有双月刊《国际学术动态》。